# Dinebra perrieri
Dinebra perrieri är en gräsart som först beskrevs av Aimée Antoinette Camus, och fick sitt nu gällande namn av Jean Marie Bosser. Dinebra perrieri ingår i släktet julgransgrässläktet, och familjen gräs. Inga underarter finns listade i Catalogue of Life.